# スタッド・モハメド・サンク
スタッド・モハメド・サンク（アラビア語: مركب محمد الخامس）はモロッコの最大都市カサブランカにある多目的スタジアムである。ラジャ・カサブランカとウィダド・カサブランカの本拠スタジアム。モハメド・サンクとは、同国の国王だったムハンマド5世に由来する。日本語の報道ではモハメド5世スタジアムとも呼称する。
1983年に地中海競技大会のメイン会場、1988年のアフリカネイションズカップの決勝戦の会場として使用された。

## 歴史
1955年3月6日、最大収容人数30,000人のスタッド・マルセル・セルダン (Stade Marcel Cerdan)として開業した。翌1956年モロッコがフランスから独立したことに伴い、スタッド・ドヌール (Stade D'honneur)に改称した。
1970年代末、1983年地中海競技大会の誘致に成功。そのため、収容人数を増やすこととなり大幅な修繕工事を行った。結果、収容人数は80,000人となり、電光掲示板が設置され、スタジアムの名称も現在のスタッド・モハメド・サンクに改称した。  
2000年、モロッコが2010 FIFAワールドカップに立候補を表明したため、2度めの修繕工事を行った。それは観客席を緑色と赤色に替え、収容人数を52,000人に減らすというものであった。 
今日、周囲には12,000人収容の体育館、オリンピックが開催できる3,000人収容のプール、敷地面積650m²のメディアセンター、会議室、救護センター、アンチドーピングセンターをも備えたスポーツ・コンプレックスとなっている。
スタッド・モハメド・サンクは、市内中心部から見て西側に位置し、南に25Km向かうと国際空港、東に5Km向かうとカサ＝ヴォワヤージュ駅がある。1000台収容できる駐車場も備えている。